# HARD-BOILED CITY
『HARD-BOILED CITY』（ハードボイルド・シティ）は、2001年6月13日にリリースされた、ロックバンドARBの15枚目のスタジオ・アルバム。

## 収録曲
全作詞：石橋凌／作曲：内藤幸也（特記以外）EBI（4,10）石橋凌（9）／編曲：ARB（特記以外）ARB・北岡徹也（10）
1. HARD-BOILED CITY　5分55秒
2. MAY DAY　4分43秒
3. 共犯者よ　3分03秒
4. NEW RED SUN　5分15秒
5. LOVELESS TOWN　4分45秒
6. DOORMAN'S BLUES　4分56秒
7. リターン・マッチ　4分37秒
8. WAVE of LOVE　3分18秒
9. 威風堂々　5分02秒
10. 17　4分12秒
11. P.S.ご自愛を…　2分00秒